# Rhinoceros 3D
Rhinoceros (Rhino) là một phần mềm thương mại đơn lẻ, là một công cụ mô hình hóa 3D dựa trên nền tảng NURBS, được phát triển bởi Robert McNeel và những người cộng tác, Phần mềm này thường được sử dụng cho công nghiệp thiết kế mỹ thuật, tàu thủy, đồ trang sức, thiết kế ôtô,CAD/CAM và tạo mẫu nhanh, kĩ nghệ phục hồi ngược cũng như cho ngành công nghiệp đồ họa và sản phẩm nghe nhìn đa phương tiện.

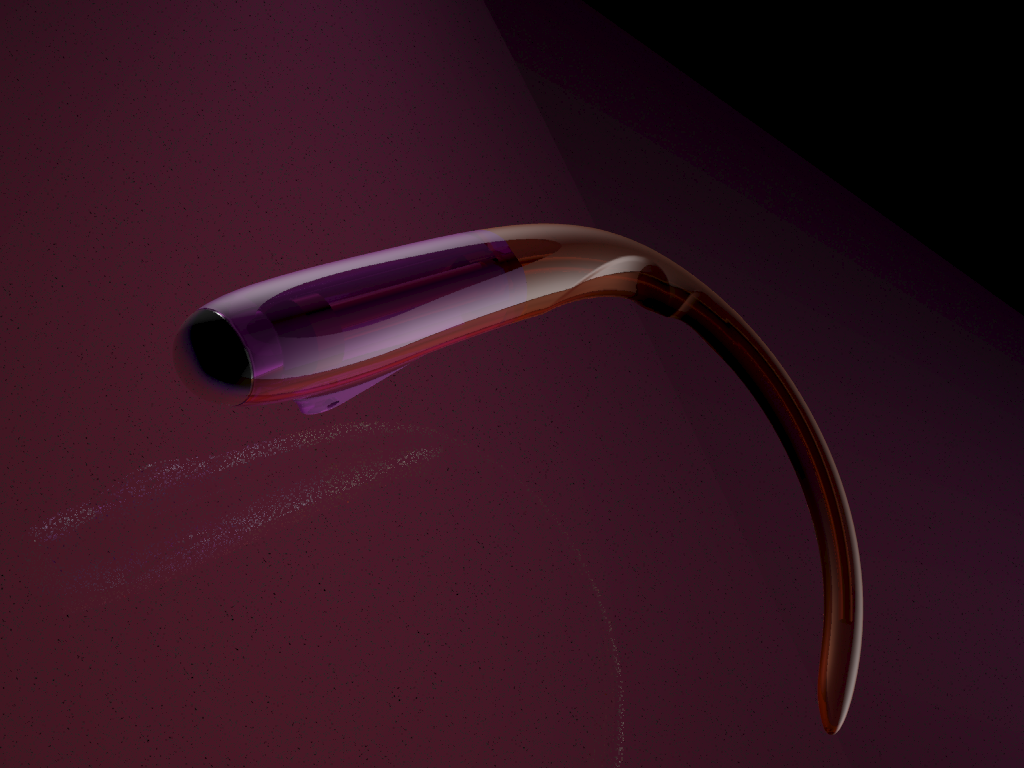
Một ví dụ về mô hình được tạo trong Rhino, minh họa về bề mặt dạng tự do NURBS được tạo trong Rhino và dựng hình bởi công cụ Flamingo

Rhino chuyên về tạo mô hình bằng bề mặt NURBS tự do. Các công cụ phụ trợ được phát triển bởi McNeel bao gồm Flamingo (công cụ dựng hình Raytrace), Penguin (dựng hình kiểu vẽ tay), và Bongo (cộng cụ diễn họa). ngoài ra có hơn 100 công cụ phụ trợ từ phía thứ 3. Giống như nhiều ứng dụng mô hình hóa khác, Rhino cũng có tính năng viết tập lệnh ngôn ngữ lập trình dựa trên cơ sở ngôn ngữ Visual Basic và một bộ công cụ phát triển SDK cho phép đọc và viết file Rhino một cách trực tiếp.
Rhino trở nên phổ biến nhờ tính đa dạng của nó,các hàm đa nhiệm, giảm chi phí, và khả năng nhập xuất hơn 30 định dạng dữ liệu,nó cho phép rhino làm việc như một trình chuyển đổi giữa các phần mềm trong quá trình thiết kế
Rhino được phân phối miễn phí ban đầu, phiên bản open beta. Một cộng đồng người dùng bên ngoài sẽ sửa lỗi và thêm tính năng vào chương trình được phát triển giống như kết quả.
Rhino vẫn đang được phát triển; Phiên bản 4.0 là phiên bản cho đến thời điểm hiện tại và phiên bản 5.0 được chờ đợi xuất hiện vào năm 2009.Phiên bản cho hệ điều hành Mac OS X đang được tiến hành. có thể xem tại địa chỉ http://www.irhino3d.com; Phiên bản thử nghiệm đang được tiến hành. Người dùng Rhino có thể tải bản thử nghiệm cuối cùng và tham gia vào tiến trình phát triển. Phiên bản thử nghiệm miễn phí lúc nào cũng sẵn sàng cho phép tải xuống.

## Định dạng dữ liệu
Định dạng file dữ liệu của Rhino là (.3dm) rất hữu dụng cho việc trao đổi bề mặt NURBS. Nó được phát triển trên một bộ công cụ mã nguồn mở openNURBS